# 小行星8212
小行星8212（英語：8212 Naoshigetani）是一颗围绕太阳公转的小行星。1995年3月6日，大友哲在藤枝市发现了此天体。
这颗小行星的绝对星等为92.01310312707035等。